# Vera Putina
Vera Nikolaevna Putina (en ruso: Вера Николаевна Путина; 6 de septiembre de 1926-31 de mayo de 2023) fue una mujer georgiana que desde 1999 afirmaba que el presidente ruso Vladímir Putin ("Vova") era su hijo.

## Supuesta madre de Vladímir Putin
Las afirmaciones de la mujer contrastan con la biografía oficial de Putin, que afirma que los padres de Putin murieron antes de que él llegara a la presidencia The Telegraph concluyó que, aunque la mujer podría estar simplemente equivocada o formar parte de un esfuerzo de relaciones públicas, la historia "identifica los agujeros en la historia conocida del pasado del señor Putin". La historia oficial es que los padres de Putin ya tenían más de cuarenta años cuando nació Putin, lo que deja un vacío de más de diez años desde los nacimientos de sus hijos anteriores, Albert y Viktor,  ninguno de los cuales sobrevivió a la infancia. Los detalles de los diez primeros años de la vida de Putin son escasos en su autobiografía, sobre todo si se comparan con los de otros líderes mundiales.
Putina vivía en el pueblo de Metekhi, una aldea del Municipio de Kaspi, a unos 18 kilómetros al este de Gori, Georgia. Putina afirmó que el padre de Putin era un mecánico ruso, Platon Privalov, que dejó embarazada a Vera mientras él estaba casado con otra mujer. Un tal "Vladímir Putin" fue matriculado en la escuela de Metekhi en 1959-1960. Los registros muestran que su nacionalidad declarada es georgiana. Putina se casó con un soldado georgiano, Giorgi Osepahvili. Su marido la presionó para que abandonara a su hijo, Putin. En diciembre de 1960, entregó a "Vova" a sus abuelos en Rusia. Putina creía que los "padres" de San Petersburgo mencionados en la biografía oficial de Putin habían adoptado a su hijo de sus abuelos.
A través de sus contactos, se enteró de que Putin se había convertido en oficial del KGB. En 1999, vio a Putin en televisión. Putina afirma que rusos y georgianos visitaron su pueblo para presionarla a guardar silencio. Una maestra de escuela, que dice haber enseñado a Putin, declaró que ella también había sido amenazada. Putina dijo que estaba dispuesta a hacerse pruebas de ADN. El accidente aéreo del periodista ruso Artyom Borovik coincidió con el documental que estaba realizando sobre la infancia de Putin, que incluía un reportaje sobre Vera Putina. Al parecer, el periodista italiano Antonio Russo también se interesó por Vera Putina antes de ser asesinado.
Putina murió en Tiflis, Georgia en mayo de 2023, a la edad de 96 años. Fue enterrada en Metekhi el 30 de mayo.